# Цитен (Мекленбург-Передня Померанія)
Цитен (нім. Ziethen) — громада в Німеччині, розташована в землі Мекленбург-Передня Померанія. Входить до складу району Передня Померанія-Грайфсвальд. Складова частина об'єднання громад Цюссов.
Площа — 18,35 км2. Населення становить 440 ос. (станом на 31 грудня 2020).